# Češko-urugvajski odnosi
|                           |                 |
| Istočna Republika Urugvaj | Češka Republika |

Češko-urugvajski odnosi odnose se na bilatelarne odnose između Češke i Urugvaja. Diplomatske odnose države su međusobno uspostavile još dok je Češka bila dio Čehoslovačke, jer su u to vrijeme neki Česi išli raditi u zemlje Latinske Amerike pa i tako u Urugvaj.
Češka ima veleposlanstvo u Montevideu. Urugvaj ima veleposlanstvo u Pragu.
Češka i Urugvaj su između sebe sklopili dva dogovora: trgovački dogovor (1996.) i dogovor o zaštiti i suradnji (1996.).

## Poveznice
- Putovnica Češke
- Putovnica Urugvaja
- Hrvatsko-urugvajski odnosi